# Axel Wikström
Axel Teodor Vikström, född 29 september 1907 i Skellefteå, Västerbottens län, död 16 juni 1976 i Skellefteå landsförsamling, Västerbottens län, var en svensk längdåkare.
Vikström tävlade under 1930-talet.och hans största meriter är två silvermedaljer i längdskidåkning vid OS 1932 och 1936. I mars 1935 vann Axel Wikström som förste utlänning 5-milen i Lahtis inför 40 000 åskådare och över 237 medtävlande med nära 9 minuter försprång före finländaren Frans Heikkinen.
Axel Wikström är stor grabb nr 9 inom svensk skidsport. Han vann aldrig något individuellt SM, men blev 1936 svensk lagmästare för Skellefteå AIK.